# Birger Nordholm
Birger Joseph Nordholm, född 25 juni 1897 i Hedvig Eleonora församling på Östermalm i Stockholm, död 30 november 1989 i Raleigh, North Carolina, USA, var en svensk-amerikansk direktör. Han var vice verkställande direktör för Svensk-amerikanska handelskammaren i New York, föreståndare för Statens Järnvägars rese- och reklambyrå i New York, och chef för svenska resebyrån i New York.

## Biografi
Birger Nordholm föddes 1897 som son till källarmästare Gustav Nordholm och Ellen Nordholm (född Persson), och växte upp på Östermalm i Stockholm. Efter studierna arbetade Nordholm i USA, varmed hans kontaktnät växte inom svensk-amerikanskt näringslivsutbyte.

### Yrkesliv

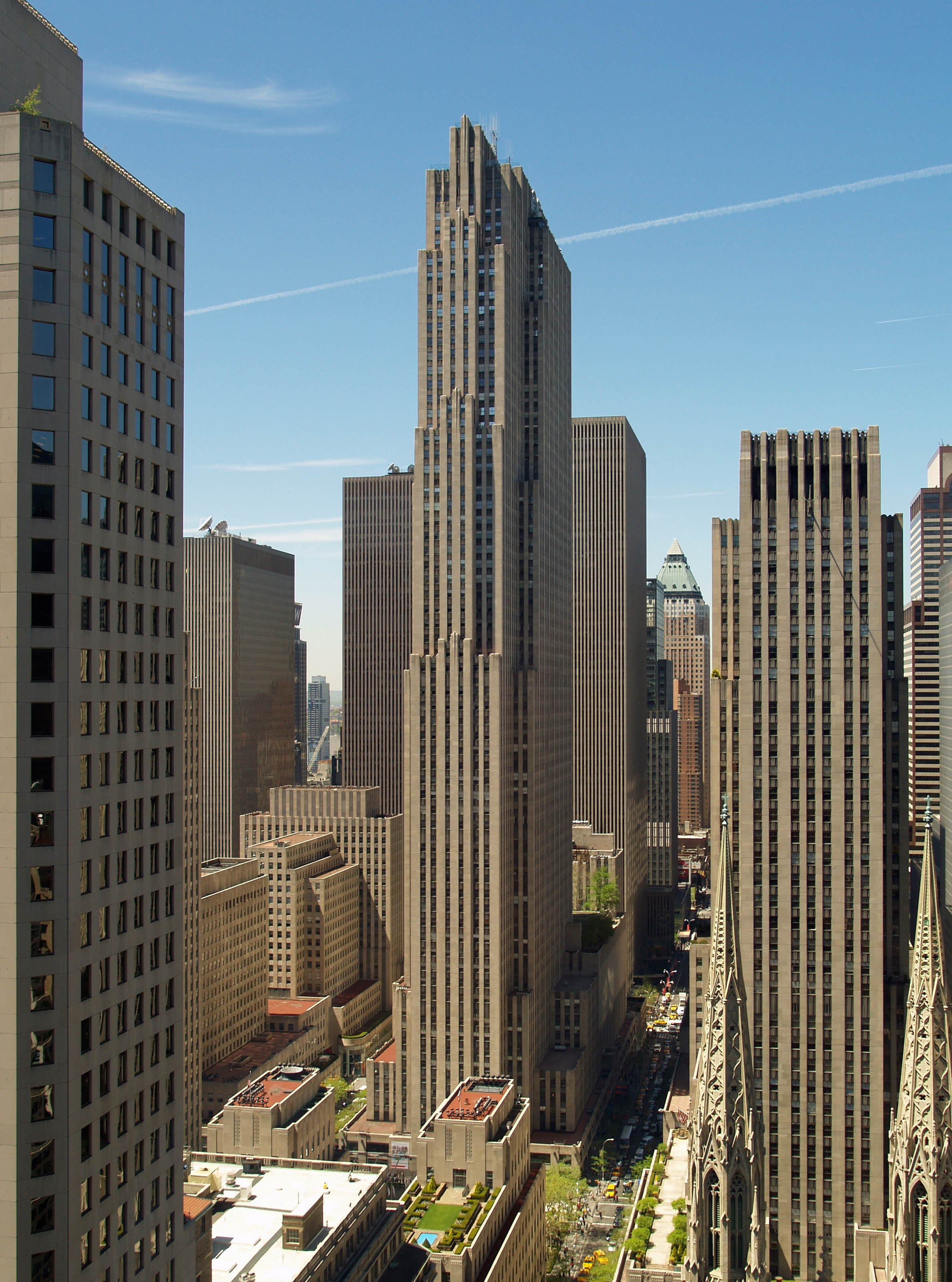
Under Birger Nordholm's ledning etablerades Swedish National Tourist Office i Rockefeller Center i New York i USA.

År 1918 utnämndes Birger Nordholm till vice verkställande direktör för Svensk-amerikanska handelskammaren i New York. 1920 fick han vidare av Svensk-amerikanska handelskammaren i uppdrag att starta den första svenska resebyrån i New York för Turisttrafikförbundets räkning (ombildat 1921 till Svenska trafikförbundet). Resebyrån bekostades till en början genom lika stora bidrag från Kungliga järnvägsstyrelsen respektive Svenska Amerikalinjen och det första kontoret öppnades i Svenska Amerikalinjens lokaler.
| ”                                    | Genom kungl. brev den 28 januari 1921 bemyndigades sålunda järnvägsstyrelsen att under år 1921 (förutom i kostnadsstaten upptagna 35 000 kronor) till trafikförbundet utanordna dels högst 35 000 kronor såsom bidrag till en resebyrå i New York, dels ock högst 100 000 kronor såsom bidrag till en resebyrå i London, under villkor i vartdera fallet, att en dylik byrå snarast möjligt öppnades och under år 1921 hölls i verksamhet såsom kombinerad rese-, upplysnings- och reklambyrå med uppgift att befrämja persontrafiken från Nordamerika resp. Storbritannien till Sverige. | „ |
| – Kommunikationsdepartementet (1921) | |   |

 Resebyråer i Berlin, Paris, London och New York lösgjordes 1923–1924 från Svenska trafikförbundet och övertogs av Statens Järnvägar, varför svenska resebyrån i New York 1 januari 1924 omvandlades till Statens Järnvägars rese- och reklambyrå. Man flyttade ut från Svenska Amerikalinjen och fick egna lokaler. Kostnaderna för resebyråerna fick kritik av Skattebetalarnas förening, vilket ledde till en utredning 1926. Man beslöt dock att fortsätta bedriva verksamheten.
| ”                                   | Swedish State Railways Travel Information Bureau är belägen vid Vanderbilt Avenue 52, New York, nära Grand Central Station. Lokalen, som består av två mindre kontorsrum i 8:de våningen med en årshyra av 1 200 dollars, är direkt anknuten till Svensk-amerikanska nyhetsbyråns lokal. Personalen består av en föreståndare och en stenograf samt förstärkes under årets förra del, då såväl trafik- som reklamarbetet kulminerar, med en biträdande järnvägstjänsteman och en extra maskinskriverska. Dessutom är till inspektor för resebyrån förordnad föreståndaren för Svensk-amerikanska nyhetsbyrån. Byråns verksamhetsområde omfattar Förenta staterna och Kanada. Svenska resebyrån i New York erhåller direkt bidrag till sin propaganda av Svenska Amerikalinjen, Bergslagsbanan, Gotlands ångbåts bolag samt Västeråsbanan och Siljansborg, varjämte även trafikförbundet lämnar tillskott. Summan av enskilda tillskott uppgår till 18 750 kronor. | „ |
| – Kommunikationsdepartementet, 1927 | |   |

Birger Nordholm var sedermera grundare, ordförande och mångårig chef för bland annat Scandinavian Travel Commission och European Travel Commission, varav den senare utnämningen skedde genom en kungörelse i Vita huset 10 maj 1954 under den amerikanske presidenten Dwight D. Eisenhowers personliga försorg som en del i Marshallplanen.
Genom sitt arbete – under mottot "Peace and Understanding Through Travel" (svensk översättning: "Fred och förståelse genom resande") – bidrog han betydande till amerikansk-svenskt turistytbyte.
Birger Nordholm bodde i flera år på Manhattan i New York, men flyttade senare i livet till Weston i Connecticut, där en väg – Nordholm Drive – så småningom namngavs efter honom.

## Utmärkelser
- Riddare av Nordstjärneorden (1952)
- Riddare av Vasaorden (1939)
- Dannebrogorden
- Sankt Olavs orden
- Finlands Vita Ros’ orden
- New Yorks Gyllene nyckel (1987)
- Vägen Nordholm Drive i Weston, Connecticut, USA (1950-talet)[4]

## Birger Nordholms stiftelse

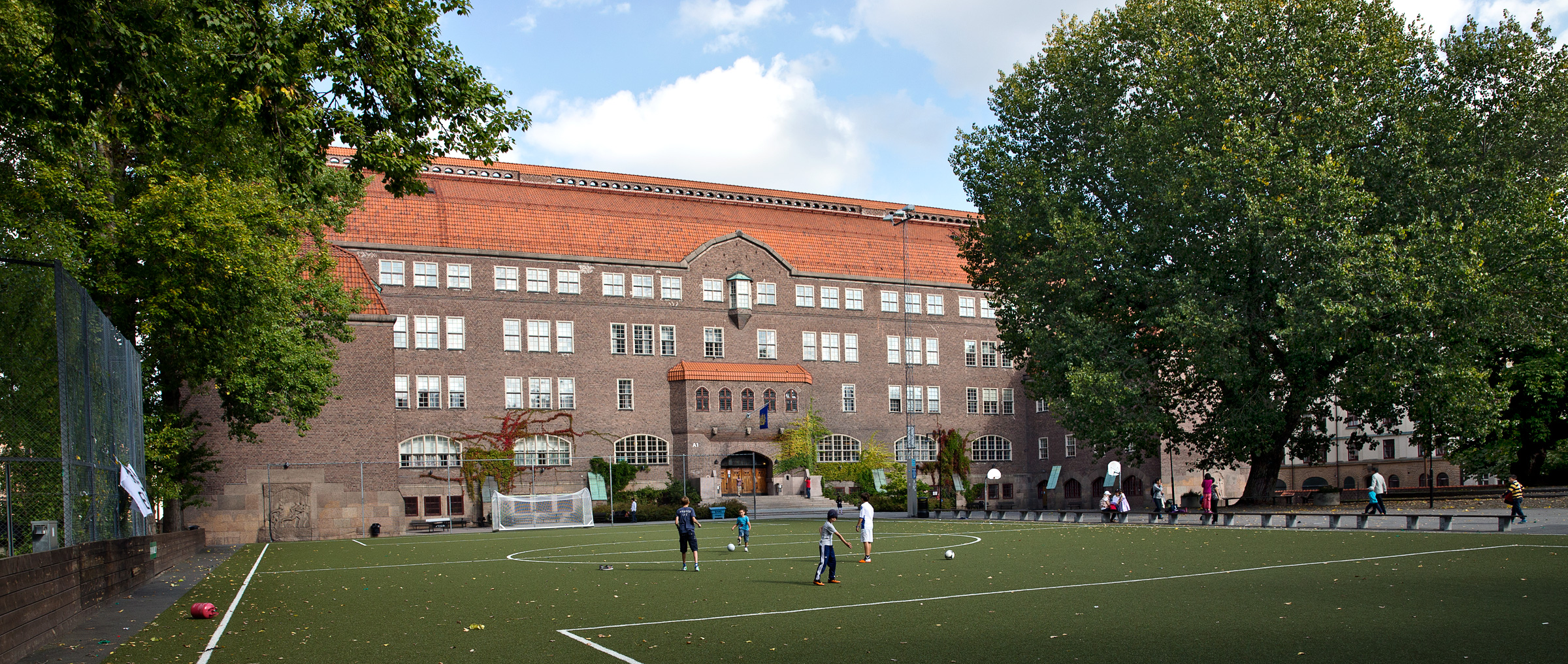
Östra Real (2011) i Stockholm

Birger Nordholm genomförde i sin ungdom studier på Östra real och skapade senare ett stipendium vilket sedan 1990 utdelas årligen av föreningen Östra Realare till en eller flera elever.
| ” | ”som visat ett gott och föredömligt kamratskap eller på annat sätt genom betydande insatser visat stort intresse för skolan och dess verksamhet | „ |